# موداس (کنتیکت)
موداس (به انگلیسی: Moodus) یک روستا در ایالات متحده آمریکا است که در شهرستان میدلسکس، کنتیکت واقع شده‌است. موداس ۱٬۴۱۳ نفر جمعیت دارد و ۷۰٫۱ متر بالاتر از سطح دریا واقع شده‌است.